# 유럽우편전기통신주관청회의
CEPT는 유럽우편전기통신주관청회의라고 부르며 유럽연합에서 미국의 연방통신위원회(FCC)와 한국의 방송통신위원회(KCC)와 같은 역할을 하는 곳이다. 48개국이 회원이다.

## 같이 보기
- 국제전기통신연합
- 만국 우편 연합
- 와이맥스